# Коровье (Хмельницкая область)
Коровье (укр. Коров'є) — село в Теофипольском районе Хмельницкой области Украины.
Население по переписи 2001 года составляло 751 человек. Почтовый индекс — 30608. Телефонный код — 3844. Занимает площадь 1,335 км². Код КОАТУУ — 6824785002.

## Местный совет
30611, Хмельницкая обл., Теофипольский р-н, с. Новоставцы, ул. Ленина, 23